# 胡安二世 (卡斯蒂利亞)
胡安二世（西班牙語：Juan II de Castilla，1405年3月6日—1454年7月20日），1406年至1454年卡斯提爾王國的國王。同时也是卡斯提爾國王恩里克三世與妻子、英格蘭蘭開斯特公爵岡特的約翰的女兒凱瑟琳的兒子。

## 生平
1406年12月25日，胡安二世還未滿兩歲時，父親恩里克三世逝世，他在托萊多成為卡斯提爾國王，由母親凱瑟琳及後來成為亞拉岡國王的叔父費爾南多一世擔任攝政。1416年當費爾南多一世逝世後，由母親凱瑟琳擔任攝政直至她在1418年逝世為止。在此之後，13歲的胡安二世正式親政。
1418年，胡安二世娶了他的堂姐、他的叔父費爾南多一世和他的妻子阿爾伯克基的埃莉諾的女兒亞拉岡的瑪麗亞。他們一共有四個孩子，但只有唯一的兒子－未來的恩里克四世活到成年。胡安二世於1445年喪偶再婚，新娘是葡萄牙若昂王子的女兒伊莎貝拉。伊莎貝拉與他有兩個孩子：未來的伊莎貝拉一世女王和阿方索王子（1453年－1468年）。
胡安二世在位其間繼承其曾祖父恩里克二世所行的反猶太人國策，他發佈巴利亞多利德詔令以限制了猶太人的社會權利。在眾多的其他限制中包括強迫猶太人穿著特定的服飾，並不准他們的擔任任何行政職務。
1431年，胡安二世將優素福四世捧上摩爾人格拉納達酋長國國的王座以換取格拉納達酋長國對卡斯提爾的朝貢及認定其宗主國地位。
胡安二世為人和藹可親，但是他性格懦弱、懶惰及過份依賴他的近臣，不幸地卡斯提爾卻由此庸碌無能的胡安二世統治了長達四十七年。他在其寵臣阿爾瓦羅·德·盧納的影響下統治，盧納任王室總管之後，他幫助胡安二世對抗叛亂貴族及費爾南多一世的兒子們，並在1445年的第一次奧爾梅多戰役中，為胡安二世擊敗敵對的貴族，重振國王的權威。在同年二月份，王后亞拉岡的瑪麗亞在可疑情況下死亡，有人認為盧納是主謀。盧納安排胡安二世再婚，但是胡安二世的第二任王后葡萄牙的伊莎貝拉控制了意志薄弱的胡安二世。在她的指使下，胡安二世於1453年將他最忠誠而又最喜歡的寵臣盧納賜死，據說其後胡安二世非常後悔，因此憂鬱成疾並在1454年7月20日在巴利亞多利德去世。
| 胡安二世 (卡斯蒂利亞) 特拉斯塔馬拉王朝出生于：1405年3月6日逝世於：1454年7月20日 | 胡安二世 (卡斯蒂利亞) 特拉斯塔馬拉王朝出生于：1405年3月6日逝世於：1454年7月20日 | 胡安二世 (卡斯蒂利亞) 特拉斯塔馬拉王朝出生于：1405年3月6日逝世於：1454年7月20日 |
| 統治者頭銜                                                                      | 統治者頭銜                                                                      | 統治者頭銜                                                                      |
| ------------------------------------------------------------------------------- | ------------------------------------------------------------------------------- | ------------------------------------------------------------------------------- |
| 前任者： 恩里克三世                                                             | 卡斯蒂利亞及萊昂國王 1406年–1454年                                              | 繼任者： 恩里克四世                                                             |
| 西班牙王族                                                                      |                                                                                 |                                                                                 |
| 前任者： 瑪麗亞公主                                                             | 阿斯圖里亞斯親王 1405年–1406年                                                  | 繼任者： 嘉芙蓮公主                                                             |